# Карван
«Карван» (азерб. Karvan İdman Klubu) — азербайджанский футбольный клуб. Официальное название — Спортивный Клуб «Карван». Был основан 11 июня 2004 года в городе Евлах. Первый азербайджанский клуб, прошедший во вторую стадию в Кубке УЕФА.

## Цели клуба
Главной целью клуба являлось участие в общем развитии страны, внесение своей лепты в развитие азербайджанского футбола. Клуб хотел добиться весомых результатов в этой области и достойно представлять страну на международной арене.

## Подготовительная база
«Карван» уделял особое внимание подготовительной базе команды. Реконструированный летом 2006 года Евлахский городской стадион стал постоянным местом тренировок команды. Также велось строительство новой спортивной базы клуба. Проект новой базы предусматривал 3 тренировочных поля, бассейн, теннисный корт, коттеджи для семейных футболистов, интернет и компьютерные залы.

## Европейские кубки
| год  | турнир          | раунд | соперник         | страна        | дома | в гостях | итог |
| ---- | --------------- | ----- | ---------------- | ------------- | ---- | -------- | ---- |
| 2005 | Кубок Интертото | 1Q    | Лех Познань      | Флаг Польши   | 1:2  | 0:2      | 1:4  |
| 2006 | Кубок УЕФА      | 1Q    | Спартак (Трнава) | Флаг Словакии | 1:0  | 1:0      | 2:0  |
| 2006 | Кубок УЕФА      | 2Q    | Славия Прага     | Флаг Чехии    | 0:2  | 0:0      | 0:2  |